# ГЕС Хельбі
ГЕС Хельбі – гідроелектростанція у центральній частині Швеції. Розташована між ГЕС Оселе  (вище по течії) та ГЕС Гульселе, входить до складу каскаду на річці Онгерманельвен (у верхній течії Aselealven), яка впадає в Ботнічну затоку Балтійського моря за півтори сотні кілометрів на південний захід від Умео.
ГЕС спорудили між 1967 та 1970 роками. В межах проекту річку перекрили кам’яно-накидною греблею з ядром із моренного ґрунту висотою 30 метрів, що складається із двох частин, ліво та правобережної, довжиною 120 та 200 метрів відповідно, між якими розташовані виконані в бетоні машинний зал та два водоскиди. 
Машинний зал обладнали однією турбіною потужністю 71 МВт, яка при напорі  у 29 метрів забезпечувала виробництво 340 млн кВт-год електроенергії на рік. Станом на середину 2010-х років станцію модернізували, довівши її потужність до 84 МВт.
Відпрацьована вода потрапляє у відвідний канал довжиною 2 км, який тягнеться паралельно руслу Онгерманельвен ліворуч від нього.